# Dissay
Dissay è un comune francese di 3 008 abitanti situato nel dipartimento della Vienne nella regione della Nuova Aquitania.

## Società

### Evoluzione demografica
Abitanti censiti

## Amministrazione

### Gemellaggi
- Madone
- Vila Nova da Barquinha